# Stade de Mata Real
Le stade de Mata Real, en portugais Estádio da Mata Real, est un stade de football localisé à Paços de Ferreira (Portugal).
Il a été inauguré en 1973 et a une capacité de 9 076 places. Il a pour club résident le FC Paços de Ferreira.